# 15273 Ruhmkorff
15273 Ruhmkorff (1991 GQ3) là một tiểu hành tinh vành đai chính được phát hiện ngày 8 tháng 4 năm 1991 bởi E. W. Elst ở Đài thiên văn Nam Âu.